# رومه کاندا
رومه کاندا (انگلیسی: Rome Kanda؛ زادهٔ ۲۶ ژوئن ۱۹۶۵) Talent، کمدین، بازیگر اهل ژاپن است.
از فیلم‌ها یا برنامه‌های تلویزیونی که وی در آن نقش داشته‌است می‌توان به قوانین بروکلین اشاره کرد.